# Kalifa
A kalifa (jelentése: követő, utód) az iszlám legfelsőbb vallási vezetőjének kijáró cím volt, amely eleinte világi főhatalommal is párosult.

## A méltóság története

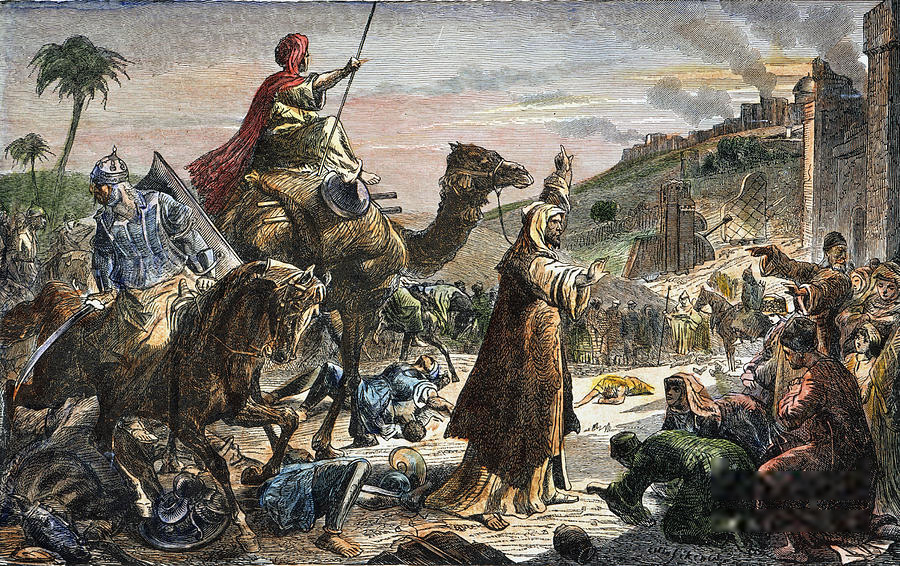
Omar kalifa jeruzsálemi inváziója 638-ban

Amikor az Arab-félszigeten az iszlám jegyében arab törzsszövetséget létrehozó Mohamed próféta 632-ben fiúutód nélkül meghalt, az uralma alatt levő területek egysége veszélybe került. Mohamed ugyanis azon a jogcímen gyakorolta a legfelső hatalmat, hogy ő Isten küldötte (raszúl Allah [رسول الله]) és prófétája (nabí  [نبي]), akin keresztül Isten kinyilvánítja akaratát. Ezek a funkciók értelemszerűen nem voltak örökölhetőek. Az iszlám rendelkezései által rájuk kényszerített, bevételkieséssel fenyegető belbéke miatt elégedetlen beduinok nagy része azonban fellázadt, és arra hivatkozva, hogy a törzsi szövetségeknél így szokás, Mohamed halála után érvénytelennek tekintették hűségesküjüket, ezzel együtt a muszlim hit felvételét.
A próféta legrégebbi és legközelebbi társai, Abu Bakr, Omár, Oszmán és Ali úgy döntött, hogy a helyzetet áthidalva Abu Bakrot kinevezik Mohamed helyettesévé, kalifájává. Mohamed ugyanis utolsó napjaiban őt bízta meg az ima vezetésével. A lázadást (ridda) így is le kellett verni, de Abu Bakr 634-es halálát követően Omár akadály nélkül vehette át a helyét.